# Hugo von Verden
Hugo von Verden († 11. März 1180) war von 1167 bis 1180 Bischof von Verden. Er unterhielt Beziehungen sowohl zu Heinrich dem Löwen wie auch zu Friedrich I. Er spielte eine politische Rolle beim Friedensschluss des Kaisers mit dem Papst Alexander III., dem Königreich Sizilien und dem Lombardenbund in Italien im Jahr 1177

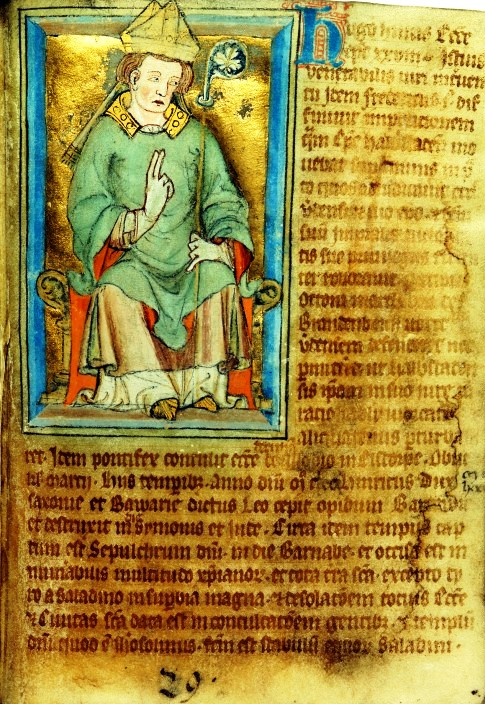
Hugo von Verden

## Leben
Er war Mitglied des Domkapitels in Verden und kurze Zeit Dompropst in Münster. Es könnte sein, dass er als Kaplan und Befehlshaber der Truppen von Bischof Hermann von Verden 1167 mit Friedrich I. in Italien war. Dort starb der Bischof. Er nahm nach seiner Bischofswahl 1168 durch das Domkapitel an einem Hoftag in Würzburg teil, auf dem es um die Aussöhnung der sächsischen Fürsten ging. Im welfisch-stauferischen Konflikt stand er zwischen Heinrich dem Löwen und Friedrich I. Hugo war anwesend als sich in Fulda Heinrich der Löwe auf einem kaiserlichen Hoftag 1170 mit den sächsischen Fürsten aussöhnte. Der Kaiser entschied in einem Streit zwischen Hugo und dem Bischof von Halberstadt um bedeutende Ländereien zu Gunsten von Verden. Der Kaiser beauftragte Otto von Brandenburg damit diesen Besitz zu schützen. Hugo hat diesem mit dem Besitz belehnt. Er regte die Gründung des Klosters in Lüne an, bestätigte die erste Äbtissin und stellte 1172 einen Stiftungsbrief aus. Als erster Zeuge unterzeichnete Heinrich der Löwe und gab damit als Landesherr sein Einverständnis.
Im Jahr 1174 folgte Hugo dem Kaiser nach Italien. Dort diente er ihm verschiedentlich als Zeuge und als Richter. Im Jahr 1177 beschwor Hugo in Gegenwart der Kaiserin Beatrix von Burgund, König Heinrichs und anderer die Beachtung des Vertrages mit der Römischen Kirche, des Friedensschlusses mit dem König von Sizilien und des Waffenstillstandes mit den Lombarden auf sechs Jahre durch den König. Als Vertreter des Kaisers und Königs hat er gegenüber den Beauftragten der Gegenseite auf die Evangelien und die Reliquien den Eid auf diese Vereinbarungen ab. Auch in der Folge diente er dem Kaiser öfter als Zeuge.
Nach der Rückkehr Heinrichs des Löwen aus dem heiligen Land weihte Hugo auf Bitten des Herzogs 1179 in Lüneburg einen Altar und eine Kapelle. Das Verhältnis zwischen Hugo und Heinrich dem Löwen scheint also gut gewesen zu sein. Möglicherweise arbeiteten sie beide bei der Gründung der Marktsiedlung um die Kirche St. Johannis in Verden zusammen.
Seltsamerweise existiert eine Urkunde, die auf das Jahr 1190 und damit zehn Jahre nach dem Tod des Bischofs datiert ist, in der sich Hugo bei Heinrich VI. über die Zerstörung von Bardowick durch Heinrich den Löwen beschwert. Ihre Echtheit ist umstritten.